# قزل‌گنبد
قزل‌گنبد، روستایی از توابع بخش مرکزی شهرستان بوکان در استان آذربایجان غربی ایران است.

## جمعیت
این روستا در دهستان ایل‌گورک قرار دارد و براساس سرشماری مرکز آمار ایران در سال ۱۳۸۵، جمعیت آن ۱۸۵ نفر (۳۶ خانوار) بوده‌است.